# 短頭海蜥魚
短頭海蜥魚（學名：Halosaurus radiatus）為條鰭魚綱背棘魚目海蜥魚科海蜥魚屬下的一個種，分布於東太平洋智利熱帶海域，深度474至935公尺，體長可達60公分棲息在大陸坡深海，屬肉食性，生活習性不明，無經濟價值。